# Bistrup (Birkerød)
 For alternative betydninger, se Bistrup. (Se også artikler, som begynder med Bistrup)
Bistrup udgør den sydlige bydel i Birkerød. Bydelen er beliggende mellem Furesø og det centrale Birkerød. Fra Københavns centrum er der 20 kilometer til Bistrup. Bydelen ligger i Rudersdal Kommune, Bistrup Sogn. Bistrup Kirke ligger i Bistrup.

## Etymologi
Forleddet er afledt af "biskorp", efterleddet af "-torp" i betydningen udflytterbebyggelse.

## Historie
Bistrup landsby bestod i 1682 af 4 gårde og 3 huse uden jord. Det samlede dyrkede areal udgjorde 137,7 tønder land skyldsat til 36,51 tønder hartkorn. Dyrkningsformen var trevangsbrug.
I 1864 anlagdes Nordbanen med stoppested ved Birkerød, hvor der hurtigt opstod en stationsby. Bistrup blev i første omgang ikke påvirket af jernbanen, men i takt med den fremadskridende forstadsudvikling i tilknytning til Storkøbenhavn blev også Bistrup inddraget og de gamle landsbyjorder blev udstykkede til villagrunde, og Bistrup og Birkerød voksede sammen til en sammenhængende bymæssig bebyggelse.